# Кресберг
Кресберг (нем. Kreßberg) — община в Германии, в земле Баден-Вюртемберг. 
Подчиняется административному округу Штутгарт. Входит в состав района Швебиш-Халль.  Население составляет 3788 человек (на 31 декабря 2010 года). Занимает площадь 48,46 км².
Коммуна подразделяется на 33 сельских округа.